# Association sportive du Mont-Dore
Maillots
Actualités
L'AS Mont-Dore est un club de football néo-calédonien situé au Mont-Dore, dans la banlieue de Nouméa.

## Histoire
Créé le 25 janvier 1999, le club remporte à quatre reprises le championnat de Nouvelle-Calédonie et gagne également trois Coupes de Nouvelle-Calédonie. 
L'AS Mont-Dore prend également part à une compétition continentale, la Ligue des champions, en 2007, où elle est éliminée en phase de poules, terminant à la dernière place de son groupe, après avoir perdu tous ses matchs. 
Le club est un spécialiste de la Coupe, puisqu'il a déjà atteint la finale de l'épreuve six fois, en onze ans d'existence. Il est considéré comme l'un des principaux clubs de Nouvelle-Calédonie depuis le début des années 2000 et le rival de l'AS Magenta de Nouméa. 

## Palmarès
- Championnat de Nouvelle-Calédonie
  - Vainqueur : 2002, 2005-2006, 2010, 2011
  - Vice-champion : 2001, 2003-2004, 2004-2005, 2007-2008, 2008-2009

- Coupe de Nouvelle-Calédonie
  - Vainqueur : 2006, 2008, 2009
  - Finaliste : 2001, 2004, 2007, 2015